# Reglindis
Pour le cultivar de pomme, voir Reglindis (pomme).
Reglindis appelée également Regelinda ou Regelindis, née vers 989 et morte le 21 mars 1014, est une princesse polonaise, membre de la dynastie Piast. Par son mariage avec Hermann Ier, elle fut margravine de Misnie de 1009 jusqu'à sa mort.
Elle est bien connue pour sa statue la représentant à la cathédrale de Naumbourg, aux côtés d’Ute de Naumbourg.

## Biographie

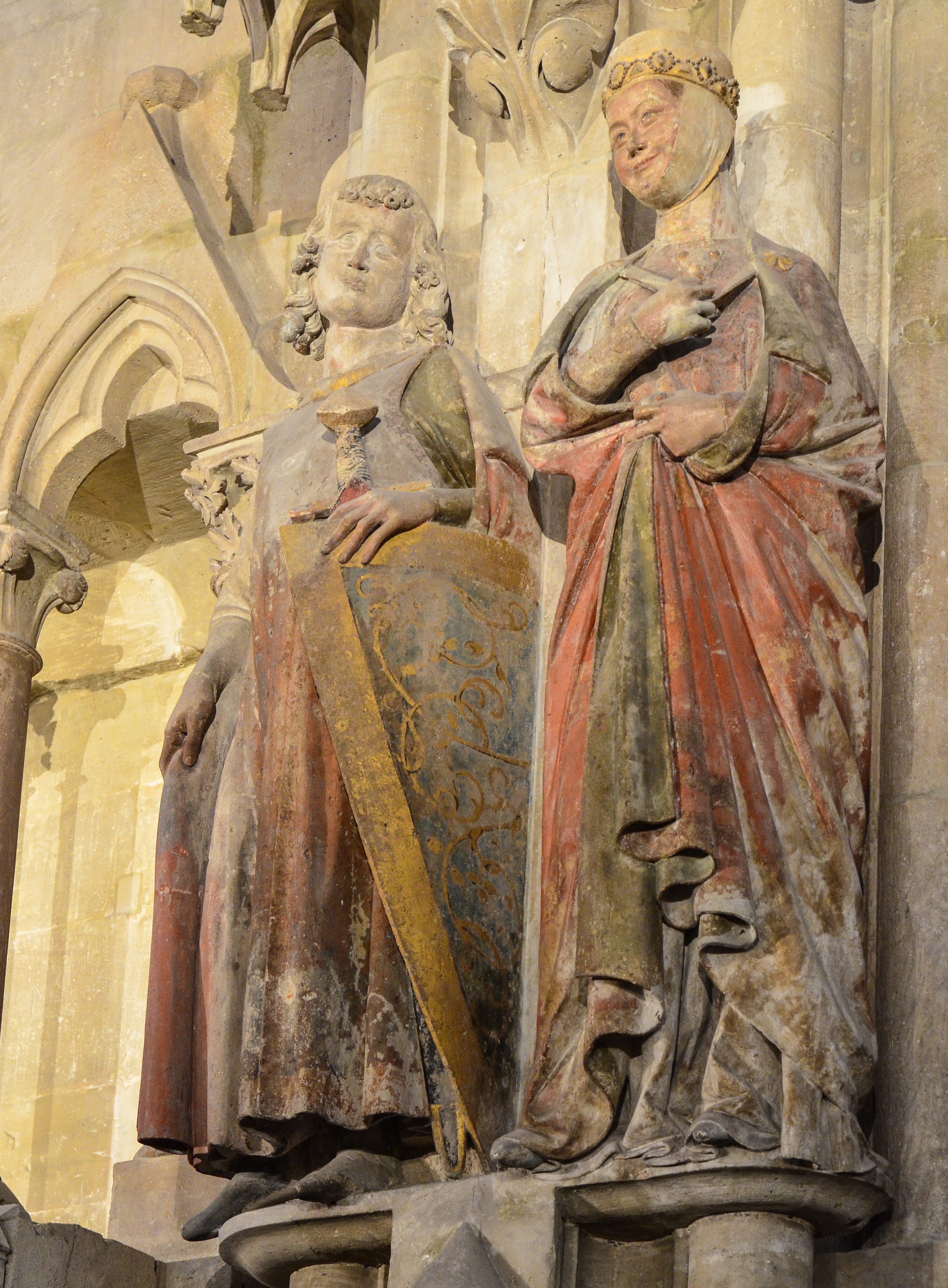
Statues en pied de Hermann et Reglinidis.

Reglindis est une fille cadette du duc Boleslas Ier de Pologne († 1025) et de sa troisième épouse Emnilda († 1017), fille du prince sorabe Dobromir de Lusace. En 1002, son père l'a mariée à Hermann, le fils du margrave Ekkehard Ier de Misnie. Reglindis a reçu le château de Strehla sur l'Elbe comme douaire. Ekkehard Ier, l'un des plus puissants princes du Saint-Empire romain germanique et candidat potentiel à la succession de l'empereur Otton III, fut assassiné peu après. 
En ignorant les exigences de Hermann, le nouveau roi Henri II accorda le fief de Misnie au frère cadet d'Ekkehard, Gunzelin. À la même période, Boleslas Ier de Pologne envahit les margraviats de Lusace et de Misnie et la guerre germano-polonaise se déroula. Enfin, en 1009, Hermann et son frère Ekkehard II ont obtenu la destitution de leur oncle Gunzelin et Hermann a pu recueillir l'héritage de son père. 
Malgré des périodes de trêve, Reglindis ne peut empêcher la guerre entre son père Boleslas Ier et son mari. Elle ne voit pas la conclusion du traité de Bautzen le 30 janvier 1018, garantissant la paix entre la Misnie et la Pologne, car elle meurt quatre ans auparavant. En signe de réconciliation, Boleslas se maria à la sœur du margrave, Oda de Misnie.